# Australonura meridionalis
Australonura meridionalis är en urinsektsart som först beskrevs av Stach 1951.  Australonura meridionalis ingår i släktet Australonura och familjen Neanuridae. Inga underarter finns listade.